# 鳥塚賀治
鳥塚 賀治（とりづか よしはる、1924年10月19日 - 2011年11月6日）。理学博士。物理学者で東北大学教授、日本大学教授を務めた。今日広く電子機器類に使われているフェライト（強磁性酸化物）の人工合成と応用（特許200404号）に成功した。さらに1960年代、日本の電子線型加速器/ライナックの開発・製作に尽力し、その加速器を用い多くの原子核研究の先駆的業績をあげた。その中でも原子核の巨大共鳴の発見は、原子核の特徴的構造の理解を深める成果である。

## 経歴

### 出生から大学卒業まで
1924年10月19日 埼玉県寄居町にて9人の兄弟、1人の妹の長男として生まれた。寄居町鉢形小学校卒業、1942年3月 埼玉県立熊谷中学校（旧制）を卒業し、同年4月仙台の旧制第二高等学校に入学した。親から医師になる事を期待され、高校入学時に理科乙類（医・薬・農コース）を選んだ。高校では生物の遺伝の講義を面白いと思ったが、物理の教科書に興味を持てなかったし、また理解できなかった。二校在学中は山岳部に所属した。当時一学年上にいた色川大吉、葛西森夫も山岳部で一緒だった。入学の4カ月前の12月8日に太平洋戦争が始まり、やがて戦局が悪化し、非常時の臨時処置としての修業年限の短縮がとられた。それにより1944年9月に二高を卒業し、同年10月名古屋帝国大学理学部物理学科に入学した。高校在学中に兵力不足を補うため学徒出陣が始まり、同学年の文科学生のほとんどが高校在学中ないし卒業時に入隊したが、理科学生は勤労動員に駆り出されたものの、徴兵されることはなかった。
名古屋帝国大学物理学科は、1945年3月25日の名古屋空襲で学生が亡くなったため、即時に長野県など数か所に分散して疎開した。同年8月、疎開先にて終戦を迎えたが、物理学科の疎開はその年の10月頃まで続いた。その後物理学科は疎開先から名古屋に戻り、鳥塚は1947年9月卒業した。

### 科学計測研究所時代
1947年11月東北大学科学計測研究所 岡村俊彦教授の研究室助手に採用され、再び仙台に戻った。岡村教授は東北大学金属材料研究所の本多光太郎のもとで強磁性体の研究をしていたが、1943年2月科学計測研究所の設立にともない教授として着任していた。なお岡村教授は鳥塚が就職した翌年の4月から亡くなる1954年11月まで研究所長を務めた。その間、岡村教授はマイクロ波分光法を用いた強磁性体化合物フェライトの開発から1950年シンクロトロン加速器の試作に着手した  。マイクロ波技術の発達は電子ライナックの可能性につながるものであった。これらの研究に鳥塚は助手として、そして1949年12月からは講師として、尽力した。あらゆる物資の窮乏した敗戦後間もない時期であり、実験装置や測定機器を全て自分たちで作成しなければならなかった。それらの材料は、当時秋葉原で買い漁ったアメリカ占領軍の放出物であった。小島融三助手（のちに高エネルギー物理学研究所教授）ら数人で夜行列車に乗り、酒を酌み交わしながら仙台から秋葉原に買い出しに出かけたものであった。当時のはしりであったマイクロ波立体回路実験装置を製作し、フェライトの強磁性磁気共鳴吸収の研究を進めた。岡村所長は1954年に亡くなったが、その後に強磁性酸化物フェライトの人工合成法の特許が認められた（特許200404号）。その方法によって生産されたフェライトは、当時のテレビ・電話の普及に合わせておおいに使われた。その貢献が認められ、1968年度の朝日新聞発明賞を、他3名の特許申請者とともに受賞した。
なお鳥塚は1952年に大阪大学より理学博士の学位(第1,777号）を授与されている。学位論文の題名は、「コバルトフェライト及びコバルト-亜鉛二元系フェライトの異状磁気共鳴吸収」であった。
1956年に単空洞の加速器を作り、電子を200KeVまで加速した。日本で最初の加速実験であった。

### 科学計測研究所から理学部物理学科へ
ところで1950年東北大学理学部物理学科に着任した原子核物理学の木村一治教授も科学計測研究所とは別に加速器の製作を始め、1954年に40MeV電子シンクロトロンを完成させた。1955年ころから東北大学の原子核・原子力関連の教育・研究組織の充実がはかられ、その一環として科学計測研究所のシンクロトロン開発研究グループは木村一治教授の下に統合されることになった。そこで1959年に、まず鳥塚らが製作した70MeV電子シンクロトロンが科学計測研究所から理学部に移設された。そして同年2月に科学計測研究所の助教授に昇任していた鳥塚と小島融三助手は、同年4月に理学部物理学科に講座外組織として設置されたシンクロトロン研究施設に配置換された。
そこではただちに電子ライナックの試作が始まった。というのも1950年代スタンフォード大学で完成した電子ライナックを使った原子核研究が世界的に注目を浴びたことから、世界各地の大学で100Mev級の線型加速器の建設または計画がすすめられていた。東北大の研究施設でも将来の構想を描きながら、鳥塚を中心にしてまずは5MeV電子ライナックの開発が始まった。科学計測研究所での大電力立体回路経験により2年という短期間で完成し、1960年に日本で初めての電子ライナック加速を実現した。これは現在の癌治療に用いられる小型ライナックと同じ規模のものだった。この成果が足がかりとなり、東北大学として世界をリードする原子核研究を行うため300Mevの大型電子ライナック建設を計画し、木村一治教授が中心となって1961年から国に概算要求の提出を始めた。
1962年から63年の一年間、当時電子ライナックによる研究において世界で一人勝ちをしていたスタンフォード大学に、文部省派遣在外研究員として留学した。留学中にゴルフの面白さを知り、帰国後毎日曜日のゴルフを欠かすのは稀となった。ゴルフのコツは物理の力学を当てはめることだという。

### 理学部物理学科から原子核理学研究施設で
東北大学が概算要求を提出し始めて3年目の1963年に100MeVを超える大型電子ライナックの建設予算、当時とした破格の額が認められた。。鳥塚らの建設グループは5MeV電子ライナック製作の経験はあるとはいえ、いきなり300MeVの製作は技術的飛躍が大きすぎると判断し、まずは30MeVマシンの試作を行った。。1964年末に完成した30MeV試作機は電子加速に成功し、その経験を基に300MeVマシンの建設が進められた。1966年4月に東北大学理学部附属原子核理学研究施設が発足し、鳥塚はそこの助教授として配置換され、同年8月に教授に昇任した。同年10月に300MeVライナックが竣工し、翌1967年5月に最初の加速に成功した。1961年に「核子・原子核の電子散乱」でノーベル賞を受賞したＲ．ホッフシュタッターは、強力な電子ライナックが仙台に突然出現したことに仰天したという。このライナックは当時欧米5カ国に誕生していたライナックを凌ぐ高いエネルギーの加速器であり、そのため1970年から1975年は東北大学が世界の電子加速器による原子核物理学のリーダーシップを取ったと言われている。その成果の一つが、1972年前後に鳥塚らにより発表された原子核における四重極振動巨大共鳴の発見である。のちに鳥塚は「この研究を最初に発表した時には殆どの人に反対されました」と述懐している。その後この研究成果は認められ、約8年後の1980年に鳥塚は第26回仁科記念賞を受賞した。1977年には仙台において原子核の電子・光励起に関する国際会議を主催した。国外から30名、国内から50名の参加の下に、電子散乱、光核反応に加え、加速器計画について議論された。この中で東北大学ライナックが切り開いた様々な分野の成果が報告された。
1976年から停年退官した1988年まで原子核理学研究施設長を併任した。施設長になってからは、施設の拡充、次期加速器の計画とその実現のための仕事、さらに対外的な交渉が多くなった。1987年頃、所内のある打ち合わせの席で「私は物理学をやめて政治（加速器建設計画の実現）に専念するからよろしく」という意味の事を言っている。

### 東北大学退官後
1988年に東北大学を停年退官し、日本大学理工学部教授に就任した。日本大学原子力センターではπ中間子を活用した癌治療用のライナックを製作するπ計画と呼ばれるものが1970年代から始まっていた。鳥塚の任務はπ計画の推進であったが、この計画に基づくライナックの建設には莫大な経費が必要でその調達の目途が立たないこと、仮にそれが完成しても治療費は高額になることから、大学としてもπ計画を断念せざるを得なくなった。そこで前任教授がすでに作成していた35MeVマイクロトロンのモデル加速器の電子源を電子ライナック用に改造して、125MeV電子ライナックを機軸とした短波長自由電子レーザーを製作した。1994年日本大学退職、その後2年間日本大学原子核研究所顧問を務めた。大学退職後は仙台にて、物理や数学の教科書を読み、ノートに数式を書き写したりする毎日を送っていた。2011年3月の東日本大震災の後から身心の衰えが著しくなった。その夏に口腔内違和感を訴えたことから、口腔粘膜の前癌状態が見つかり、更なる検査で胃癌が見つかったが、本人は積極的な治療を希望しなかった。9月に大腿骨折で入院後、日に日に衰え、特に苦しむことなく11月6日に亡くなった。享年87歳。

## 受賞歴
- 1968年 朝日新聞 発明賞受賞（高導磁率酸化物製造法、特許200408号）[8]
- 1980年 第26回仁科記念賞受賞（原子核の巨大共鳴の研究）[11]
- 1990年 紫綬褒章（第2172号）
- 1995年 勲二等瑞宝章（第2114723号）